# Butenkî, Kobeleakî
Butenkî (în ucraineană Бутенки) este localitatea de reședință a comunei Butenkî din raionul Kobeleakî, regiunea Poltava, Ucraina.

## Demografie
Componența lingvistică a localității Butenkî
     Ucraineană (96,82%)
     Rusă (2,97%)
Conform recensământului din 2001, majoritatea populației localității Butenkî era vorbitoare de ucraineană (96,82%), existând în minoritate și vorbitori de rusă (2,97%).